# پلاکمین (نیوجرسی)
پلاکمین (به انگلیسی: Pluckemin) یک منطقهٔ مسکونی در ایالات متحده آمریکا است که در بدمینستر، نیوجرسی واقع شده‌است. پلاکمین ۵۶ متر بالاتر از سطح دریا قرار دارد.